# Only Frozen Sky Anyway
Only Frozen Sky Anyway je studiové album amerického hudebníka Jonathana Richmana, vydané v červenci 2025 společností Blue Arrow Records. Kromě autorských písní obsahuje také coververzi písně od kapely Bee Gees. Na obalu alba byla použita reprodukce obrazu Davida Johansena. Nahráno bylo v Marin County v Kalifornii a spolu s Richmanem jej produkovali jeho manželka Nicole Montalbano a dlouholetý spolupracovník Jerry Harrison, který s Richmanem hrál již v 70. letech ve skupině The Modern Lovers a podílel se i na dvou předchozích albech, SA (2018) a Want to Visit My Inner House? (2021). Nicole Montalbano hraje v závěrečných dvou písních na tamburu.

## Seznam skladeb
| Pořadí | Název                                   | Autor                                | Délka |
| ------ | --------------------------------------- | ------------------------------------ | ----- |
| 1.     | I Was Just a Piece of Frozen Sky Anyway | Jonathan Richman                     | 3:27  |
| 2.     | But We Might Try Weird Stuff            | Jonathan Richman                     | 3:36  |
| 3.     | Night Fever                             | Barry Gibb, Maurice Gibb, Robin Gibb | 3:35  |
| 4.     | You Need Me Too                         | Jonathan Richman                     | 2:29  |
| 5.     | The Dog Star                            | Jonathan Richman                     | 3:34  |
| 6.     | Se Va Pa'volver                         | Jonathan Richman                     | 2:43  |
| 7.     | That Older Girl                         | Jonathan Richman                     | 5:10  |
| 8.     | Little Black Bat                        | Jonathan Richman, Mauro Vacca        | 3:16  |
| 9.     | O Guitar                                | Jonathan Richman                     | 2:52  |
| 10.    | David & Goliath                         | Jonathan Richman                     | 4:46  |
| 11.    | The Wavelet                             | Jonathan Richman                     | 3:11  |
| 12.    | I Am the Sky                            | Jonathan Richman                     | 0:55  |

## Obsazení
- Jonathan Richman – zpěv, kytara
- Tommy Larkins – bicí
- Jerry Harrison – klávesy

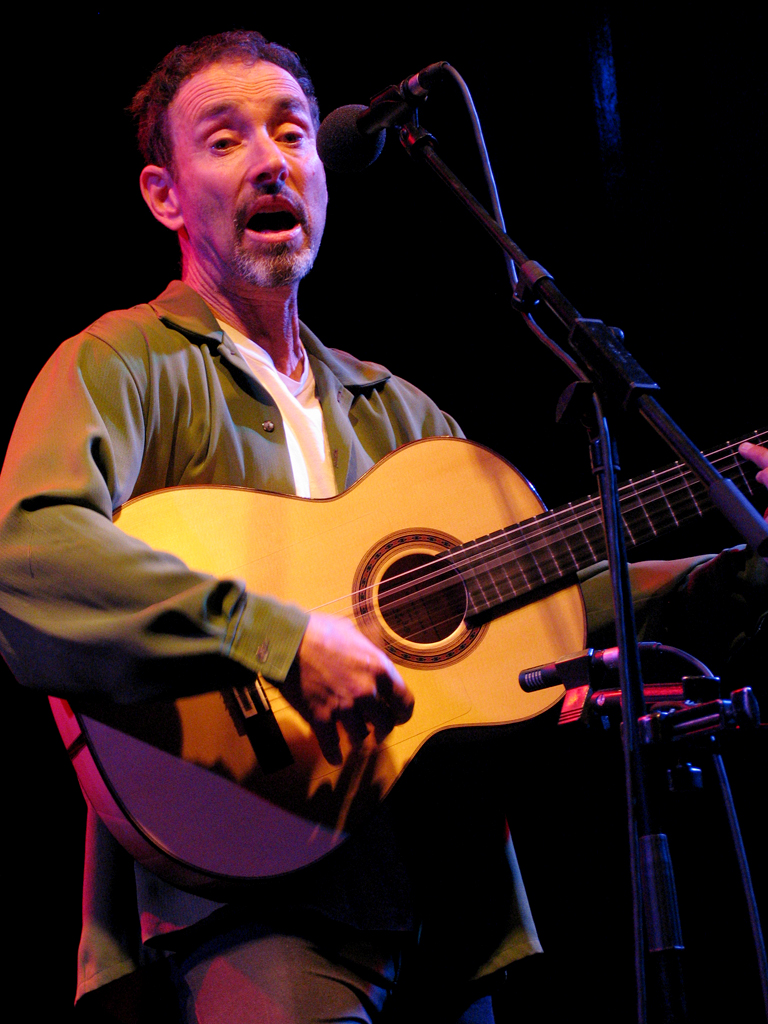
Jonathan Richman (2009)

- Tommy Dunbar – kytara, doprovodné vokály
- Kenny Parker – kytara
- Donn Spindt – bicí
- Nicole Montalbano – tambura
- Lynn Asher – doprovodné vokály
- Tracy Blackman – doprovodné vokály
- Aishlin Harrison – doprovodné vokály
- John Rubin – doprovodné vokály
- Al Chan – doprovodné vokály
- Jake Sprecher – doprovodné vokály
- Marty Parker – doprovodné vokály
- David Alvarez – doprovodné vokály